# 戴偉紳
戴偉紳，CMG（英語：Brian John Davidson，1964年4月28日—），英國外交官，曾任駐上海總領事、駐廣州總領事等職，並在2015年9月獲英政府宣布為候任駐泰國大使，原訂2016年9月上任，但及早於2016年6月抵泰履新，直至2021年6月。從2021年7月起，接替賀恩德出任駐港澳總領事。

## 經歷
- 1985年：加入英國外交部[1]
- 1985年－1986年：外交部東歐司捷克斯洛伐克暨保加利亞處處員[1]
- 1986年－1988年：漢語訓練[1]
- 1988年－1992年：駐華大使館（北京）二等秘書[1]
- 1992年－1994年：內閣辦公廳評估員[1]
- 1994年－1996年：外交部中國處處長[1]
- 1996年－2000年：駐澳高級專員公署（坎培拉）一等秘書[1]
- 2001年：立陶宛語訓練[1]
- 2001年－2004年：駐立陶宛大使館（英语：Embassy of the United Kingdom, Vilnius）（維爾紐斯）副館長[1]
- 2006年－2010年：駐廣州總領事[1]
- 2011年－2015年：駐上海總領事[1]
- 2016年－2021年：駐泰國大使[3]
- 2021年7月－：駐港澳總領事